# Stepan Wanczycki
Stepan Karłowycz Wanczycki, także jako Stefan Wańczycki oraz Stepan Vanchytsky; ukr. Степан Карлович Ванчицький (ur. 14 października 1888 w Krasnem, zm. 18 listopada 1969 w Sydney) – ukraiński doktor praw, adwokat, członek Towarzystwa Naukowego im. Szewczenki, dziennikarz i polityk UNDO; od 10 do 30 września 1939 burmistrz Sanoka po aresztowaniu i uwięzieniu sprawującego ten urząd Maksymiliana Słuszkiewicza.

## Życiorys
Urodził się 14 października 1888 jako syn Karola i Antoniny. Ukończył gimnazjum w Tarnopolu, następnie studiował na Wydziale Prawa Uniwersytetu Lwowskiego do 1913. Brał udział w walce wyzwoleńczej w szeregach Legionu Ukraińskich Strzelców Siczowych.
Dziennikarską karierę Wanczycki rozpoczął w 1914 w Galicji pisząc do gazet „Diło” i „Ukrainśke Słowo”. W latach dwudziestych XX w. Wanczycki z grupą młodych księży i nauczycieli włączył się w proces ukraińskiego życia narodowego, głównym ośrodkiem ich działalności stał się wówczas Sanok. Od 1928 prowadził kancelarię adwokacką w Sanoku do 1939 przy ulicy Tadeusza Kościuszki. W połowie 1932 zgłosił się jako obrońca chłopów ukraińskich z powiatu leskiego, oskarżonych o zbrodnię rozruchów i użycie przemocy wobec władzy bezpieczeństwa. Działał w nurcie Ukraińców skupionych w organizacji „Proswita”. Organizował czytelnie „Proswity” w wioskach i miasteczkach zamieszkałych przez Łemków. Aktywnie walczył z polskimi władzami przeciwko polonizacji „ukraińskich Karpat Zachodnich”. Odpowiedzią tych środowisk na utworzenie w 1934 Apostolskiej Administracji Łemkowszczyzny było pismo „Nasz Łemko” wydawane w Sanoku oraz sanockie Muzeum Łemkowszczyzna, w którym Wanczycki był redaktorem. W Sanoku współpracował z artystą Leonem Getzem, ks. Stepanem Wenhrynowyczem i etnograf Iryną Dobrianską. W latach 30. kierował organizacją „Ridna Szkoła” w Sanoku. Należał do sanockiego koła Ukraińskiego Zjednoczenia Narodowo-Demokratycznego (UNDO) i był jego liderem, do stronnictwa należał razem ze znanymi adwokatami: Eugeniuszem Szatyńskim, Wasylem Bławackim i Julianem Łeńczykiem oraz lekarzami: Karanowiczem i Łemiszkiem, jak również sędzią Janem Bełejem. Była to najlepsza w tym czasie organizacja polityczna na Łemkowszczyźnie w powiecie sanockim.

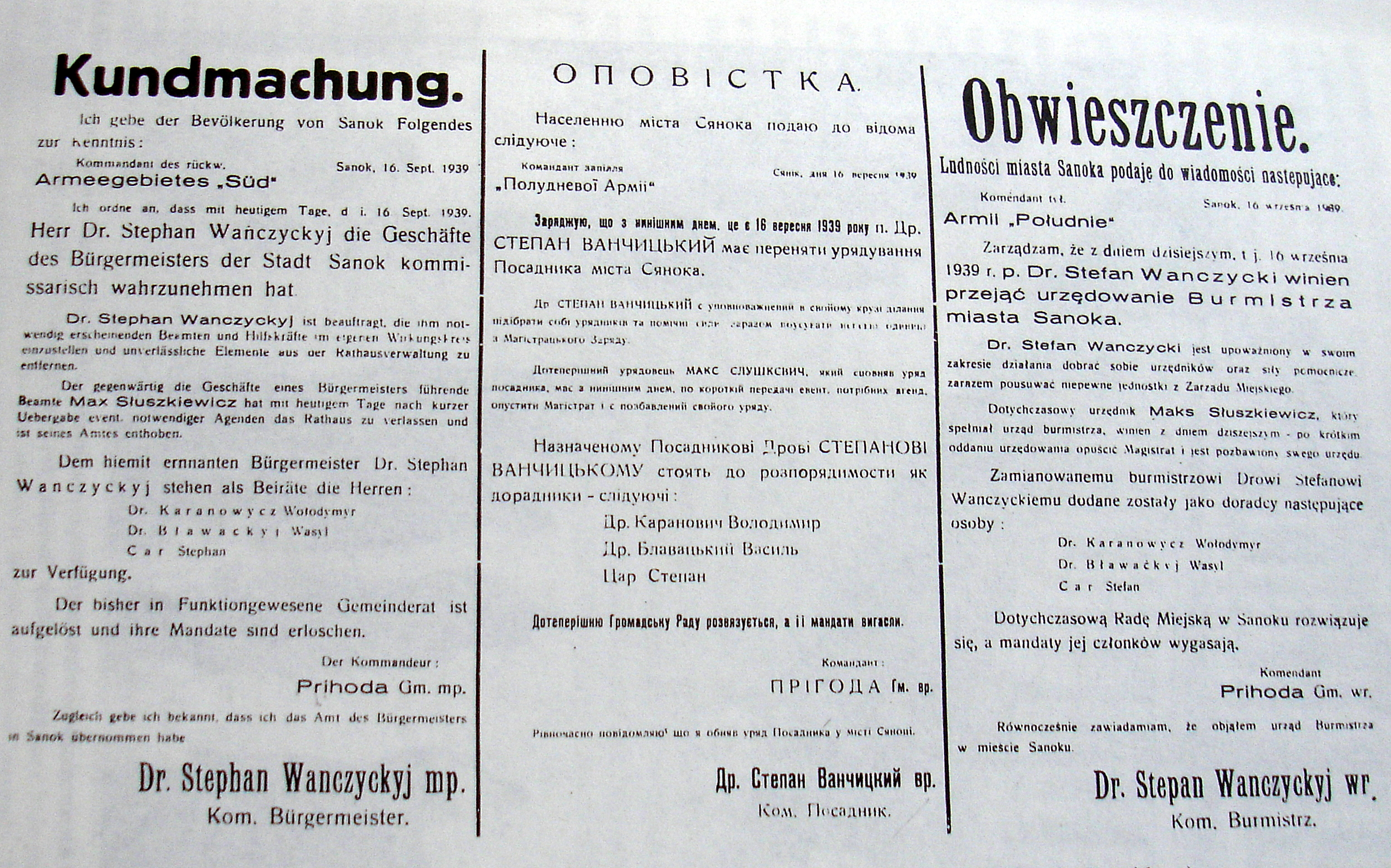
Obwieszczenie wojskowego komendanta Sanoka gen. Prihodę o ustanowieniu komisarycznego Burmistrza Sanoka, 16 września 1939

Po wybuchu II wojny światowej i podczas trwającej kampanii wrześniowej we wrześniu 1939 władze administracyjne w Sanoku po wkroczeniu oddziałów niemieckich i słowackich zostały opanowane przez ukraińskich nacjonalistów skupionych w „Komitecie Ukraińskim” kierowanym przez Wanczyckiego, celem eliminacji Polaków ze wszystkich stanowisk. Po walkach z jednostkami polskimi w okolicach Krosna słowacka 3 Dywizja Razus oraz XVIII Dywizja Górska osiągnęła Sanok 15 września 1939. W ramach 14 Armii dowodzonej przez Lista utworzono wielkie jednostki zabezpieczenia tyłowego - rückwärtiges Armeegebiet, na które składało się trzy obszary Północ, Wschód i Południe. Dowódcą słowackiego sektora Południe, Armeegebiete Süd - oblast Juh, na którym znajdował się Sanok był generał major Prihoda, SV – Rużomberk. W połowie września przybył do Sanoka również pułkownik Roman Suszko, pisze o tym Wołodymyr Kubijowycz.
Po uroczystym przywitaniu generała Prihody chlebem i solą przez przedstawicieli miejscowej ukraińskiej inteligencji powołano ukraiński zarząd miejski, w skład którego weszli komisaryczny burmistrz dr Stepan Wanczycki oraz dr Wasyl Bławacki, dr Wołodymyr Karanowycz i Stepan Car. Pododdziały niemieckie w tym czasie witane były owacyjnie przez środowiska ukraińskie Beska, Nowosielec i Dąbrówki Ruskiej. Gdzie symbolicznymi gestami były tzw. "pogrzeby Polski", dokonywane w wielu miejscowościach. Delegacje ukraińskie z okolicznych miejscowości przybywały do Sanoka witać władze niemieckie, a przy okazji rabowały polskie i żydowskie mienie, sklepy, drobne warsztaty rzemieślnicze itp. terroryzując Polaków i Żydów. Od momentu zajęcia Sanoka przez Niemców miejscowi Ukraińcy, jak też bardzo licznie przybyli Ukraińcy z terenów wschodnich objęli znaczną część stanowisk w administracji politycznej i gospodarczej aż po organizację kilku spółdzielni. W okresie tym na terenie Sanoka rozpoczyna działalność Ukraiński Komitet Pomocy, pod nazwą Українська Народна Рада, niem. "Ukrainischer Volksrat". W mieście tworzą się struktury ukraińskiej rady narodowej, kierowanej przez doktora Wanczyckiego, który będzie działał do wiosny 1940. W ręce tej władzy przechodzą także tzw. „strzelcy siczowi” jako zalążek aparatu porządkowo-policyjny. Ukraińców zaczęto przyjmować do służby w policji, gestapo, straży więziennej i przemysłowej;. W ten sposób do wiosny 1940 utworzono sieć (26) Ukraińskich Komitetów Pomocy i delegatur rejonowych (33), przekształconych następnie w agendy terenowe powoływane za zgodą Niemców, oficjalnie od 22 maja 1940, faktycznie działającego w rzeczywistości od listopada 1939 Ukraińskiego Centralnego Komitety w Krakowie. Bardzo szybko dla swoich dzieci Ukraińcy utworzyli też szkołę w Sanoku oraz szkołę zawodową. W połowie 1940 ocalałe zbiory polskie Muzeum Historycznego zostają włączone do Muzeum Łemkiwszczyna. Nowa placówka działająca pod auspicjami Niemców otrzymuje nazwę Ukraińskie Muzeum Łemkiwszczyna. Kuratorem muzeum zostaje obwołany Leon Getz, zwolnieni zostają Adam Fastnacht i Aleksander Rybicki.
W okresie krótkich rządów dr Wanczyckiego doszło między innymi do pogromów i kradzieży na żydowskich mieszkańcach Sanoka. Spalone zostały trzy synagogi oraz rabowano sklepy. Ukraińscy nacjonaliści niszczyli polskie symbole narodowe. Nie oszczędzili również sanockiego muzeum historycznego. 21 września 1939 został aresztowany wskutek donosu z zarzutem działalności na niekorzyść Niemców, prawdopodobnie wytworzonego przez Ukraińców, Maksymilian Słuszkiewicz. Sam Wanczycki osadzony w więzieniu w Sanoku od 15 do 29 sierpnia 1940.
Po opuszczeniu szkół w mieście przez wojska niemieckie opanowali je Ukraińcy. Podjęte starania o otwarcie szkoły polskiej, wskutek sprzeciwu Ukraińców napotykały liczne trudności. Po odwołaniu z pełnionej funkcji aż do lipca 1944 Stepan Wanczycki wchodził w skład zarządu miejskiego Sanoka wraz z dr Wasylem Bławackim i Stepanem Carem (ponadto we władzach byli prof. Bażałuk, Bugiera), pierwszą polską szkołę uruchomiono dopiero 1 października 1940. Podczas przybycia do Sanoka Hansa Franka małżonki adwokatów Wanczyckiego i Bławackiego były w komitecie witających gubernatora chlebem i solą. W lipcu 1944 Wanczycki ewakuował się do Niemiec, a następnie wyemigrował do Australii.
Był działaczem ukraińskiego życia publicznego w Sydney; kontynuował również działalność dziennikarską. W 1952 podczas odbywającego się w Sydney III. Kongresu Ukraińców w Australii wszedł w skład zarządu kierowanego przez Sawę Jaśkewycza (zm. 1996) i byłego członka 14 Dywizji Grenadierów SS. Union of Ukrainian in Australia (U.U.A.) ukr. Союз українок Австралії reprezentowała w 1952 blisko 60% (18 000) społeczność ukraińskich emigrantów, którzy po II wojnie światowej przybyli do Australii.
Autor wielu artykułów na temat Łemkowszczyzny pisanych w periodykach „Łemkiwśki wisti”, „Łemkiwśki kałendari”, „Nasz Łemko”. Autor artykułów Łemkam nałeżyt´sia jichnia ridna zemla (1968), Łemkiwszczyna - samocwit Ukrajiny i innych na temat historii Łemków.
Był żonaty z Heleną, z którą miał syna Izjasława Ołeha Włodzmierza (ur. 1919, absolwent Państwowego Gimnazjum im. Królowej Zofii w Sanoku z 1938). W latach 30. zamieszkiwał wraz z rodziną w Sanoku przy ulicy Potockiego.